# Utopia (Aalst)
Utopia is een multifunctioneel gebouw in de Belgische stad Aalst. Het gebouw doet dienst als hoofdvestiging van stadsbibliotheek en vestigt tevens de Academie voor Podiumkunsten. Het is gevestigd op de hoek van de Oude Graanmarkt en de Esplanadestraat.

## Geschiedenis
Utopia is deels ondergebracht in een gebouw uit 1840, dat bekend stond als de Pupillenschool, een krijgsgevangenis en kazerne ontworpen door de architecten Cornelis, Javaux en Teerlinckx. De school werd opgetrokken op de locatie van het voormalige Zwarte Zustershuis, een kloostergebouw uit 1474 dat in 1806 werd afgebroken.
Dit gebouw werd in eclectische stijl werd geïntegreerd in een hedendaagse uitbreiding, ontworpen door KAAN Architecten. Deze uitbreiding, waarvan de eerste steen in 2017 werd gelegd, vormt een architectonisch geheel met het historische complex. De naam “Utopia” verwijst naar het  gelijknamige werk van Thomas More, dat in Aalst werd gedrukt door Dirk Martens.

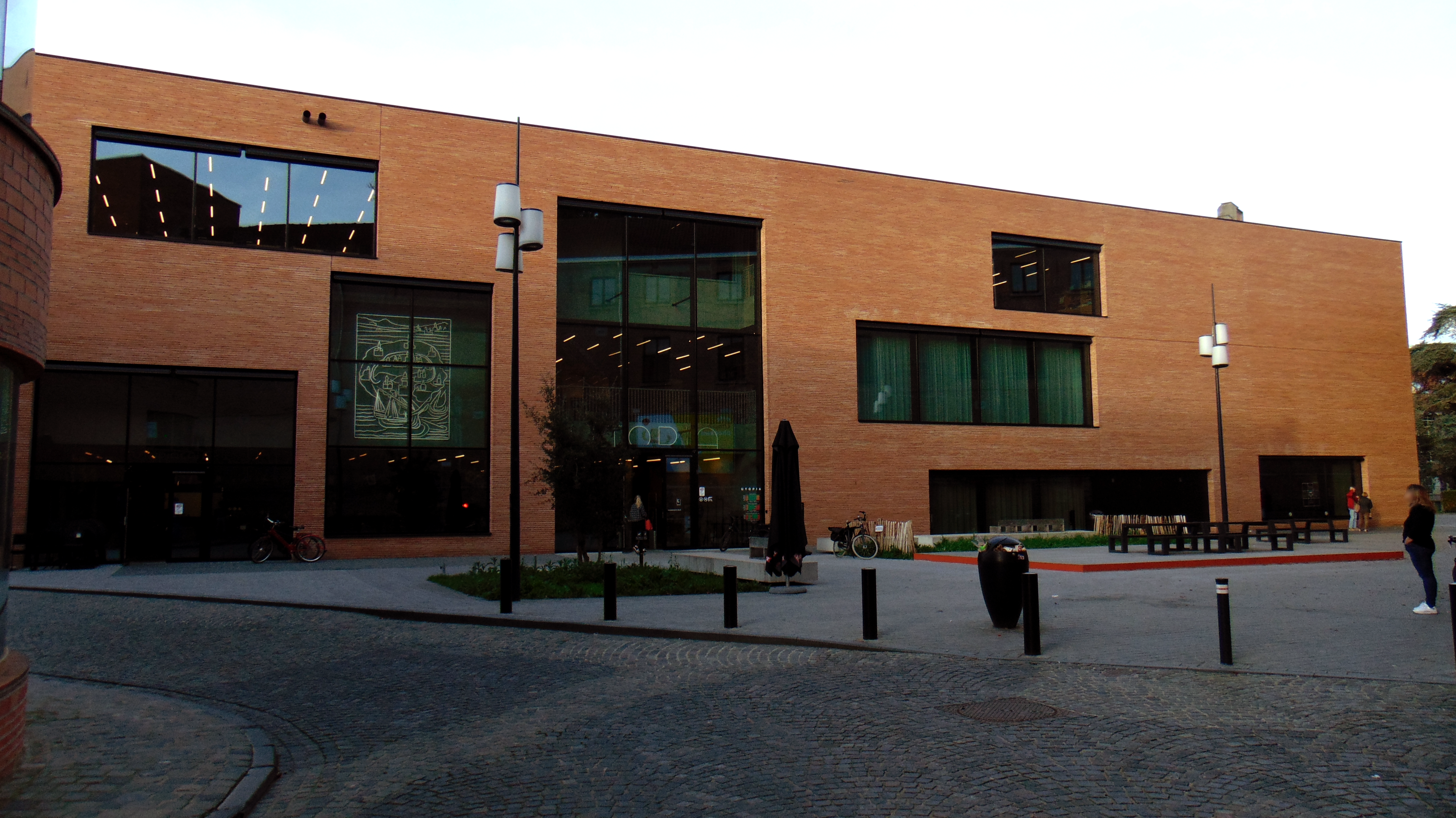

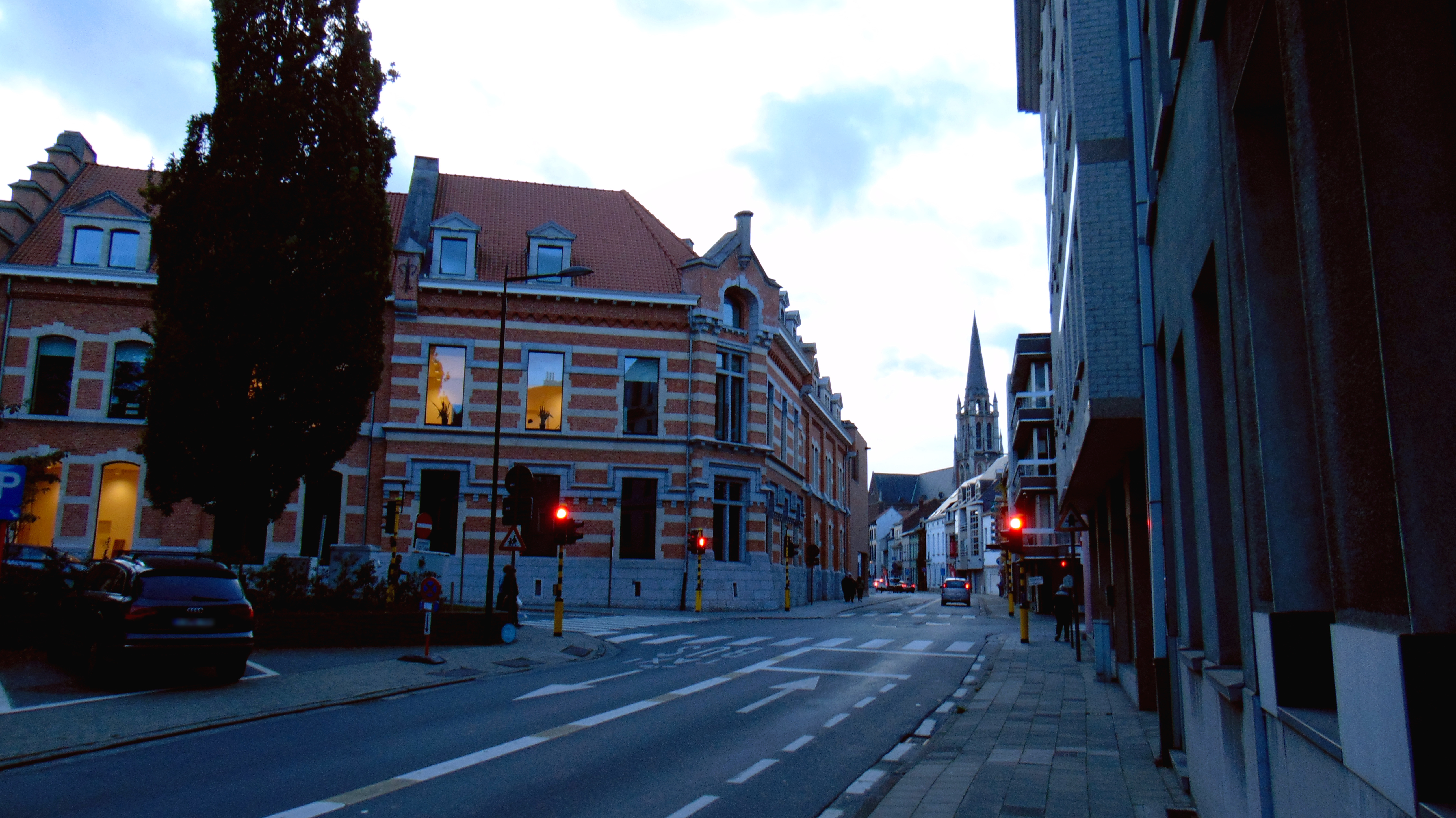

## Galerij

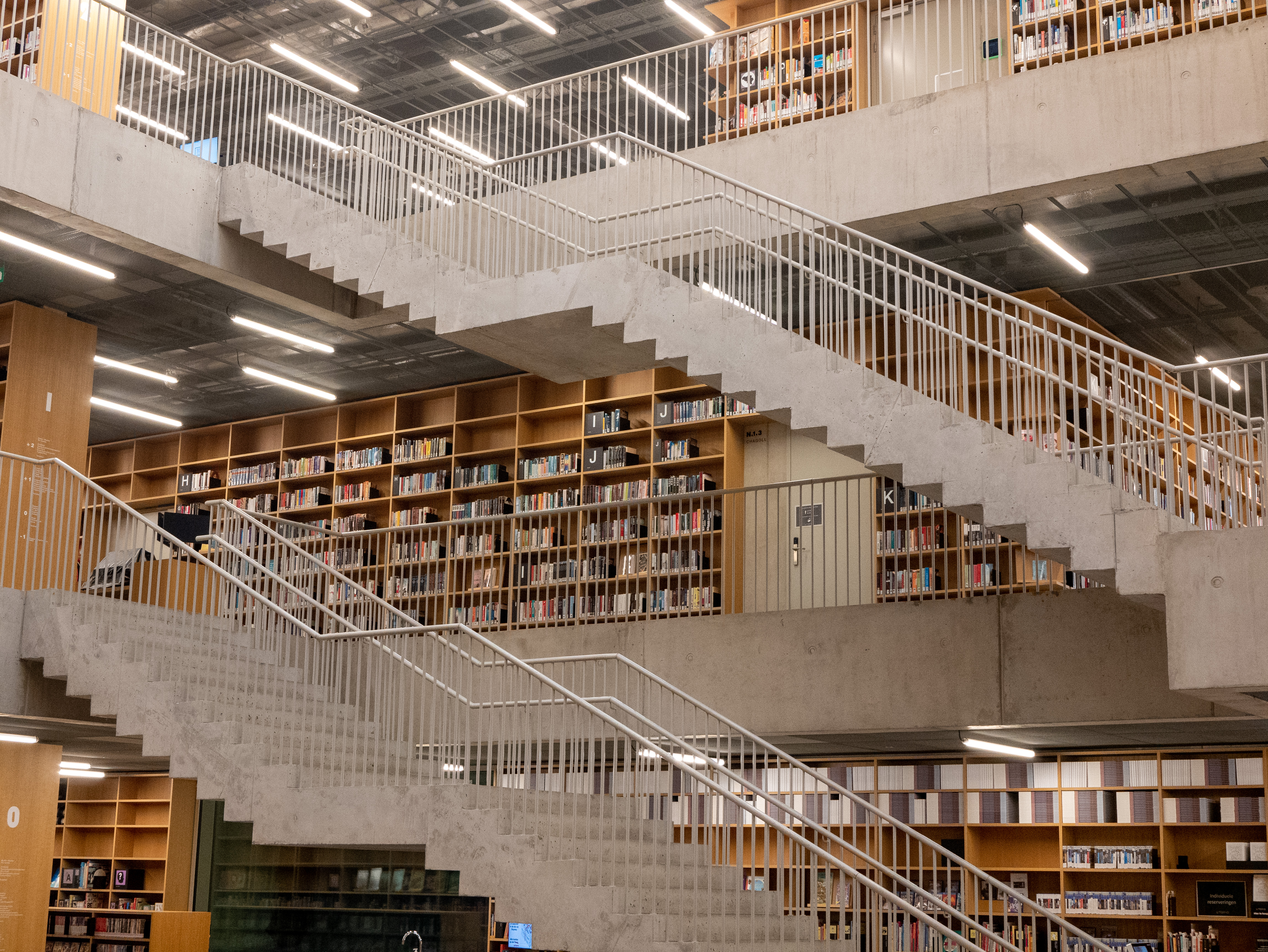
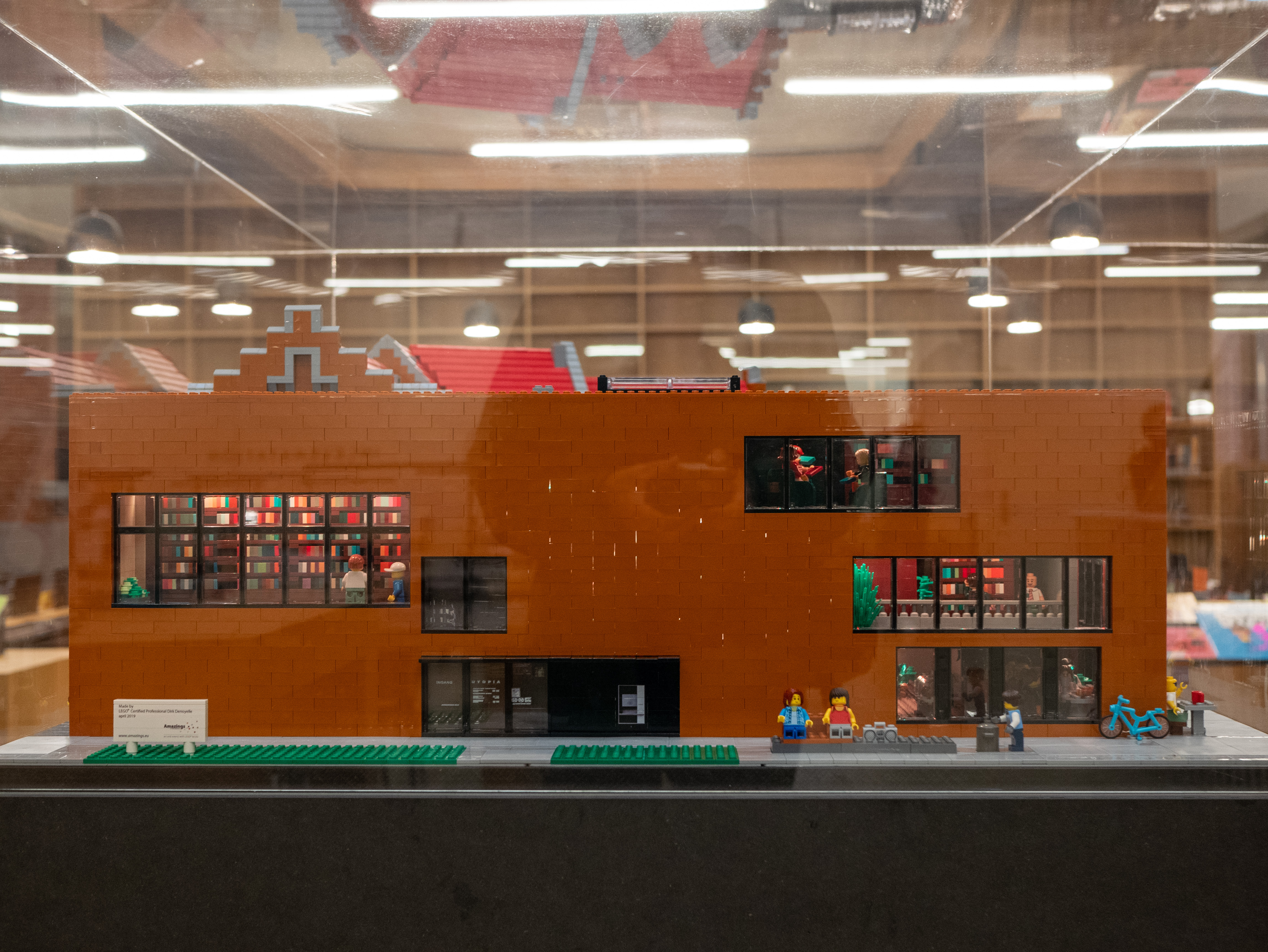
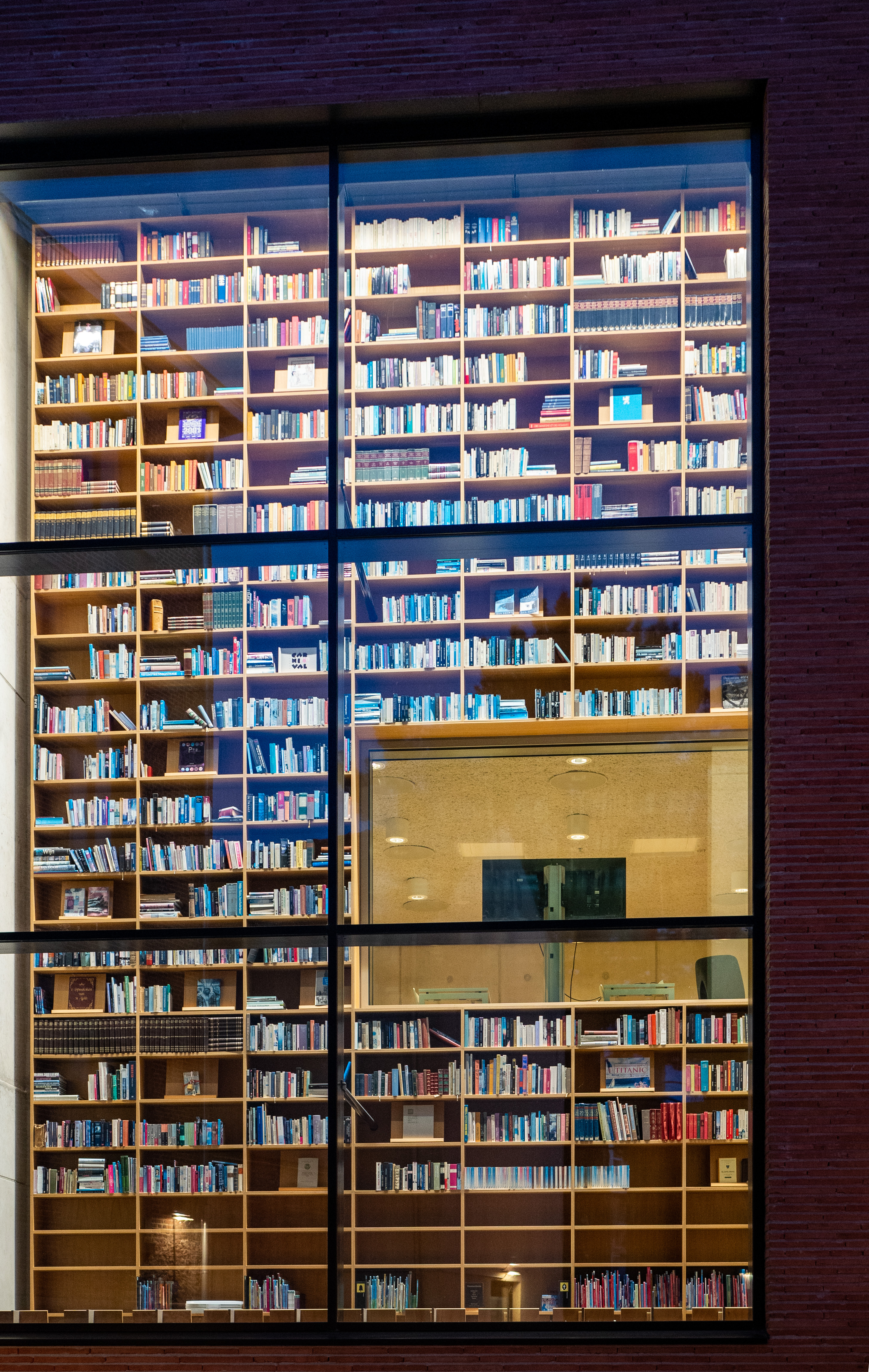
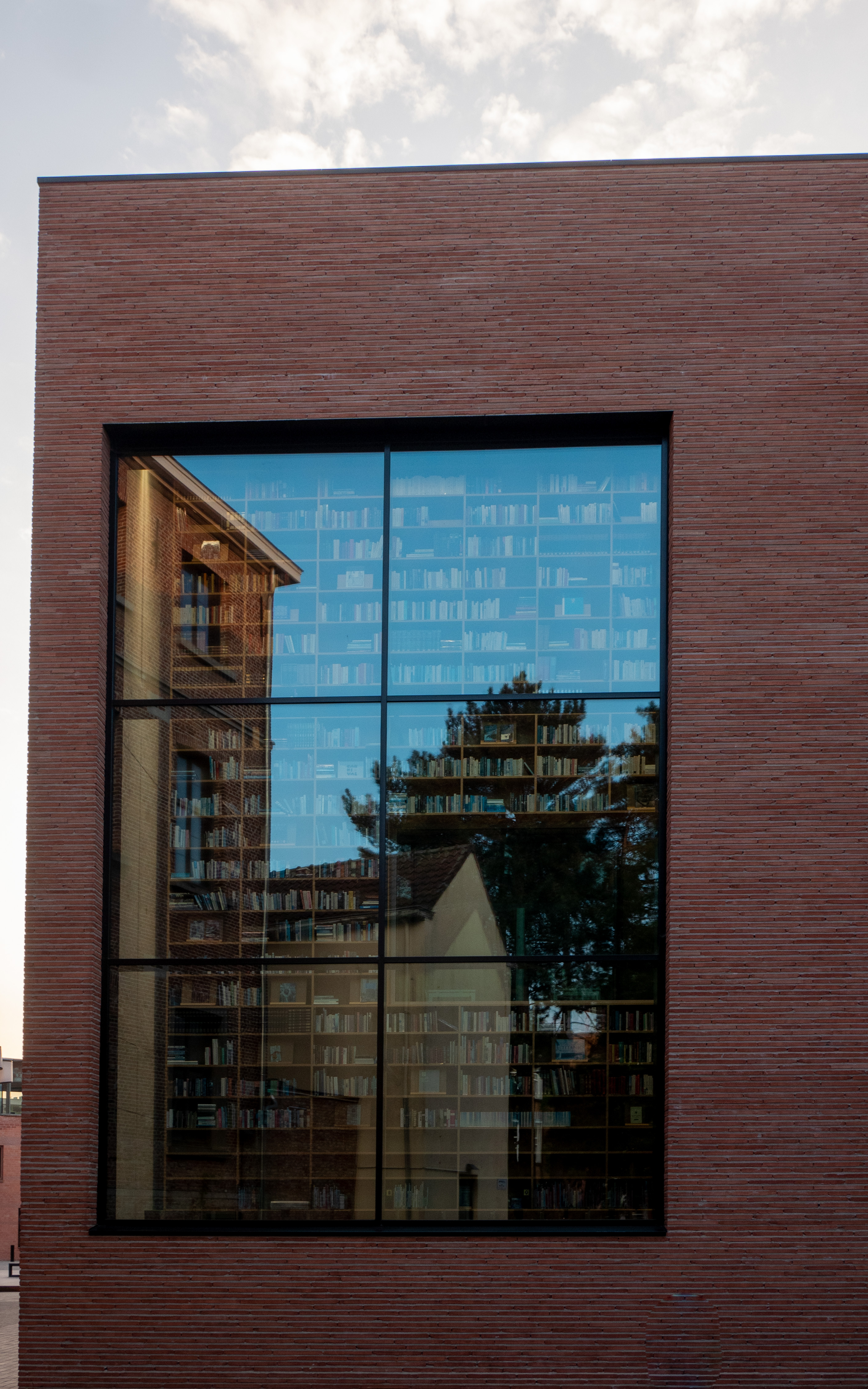
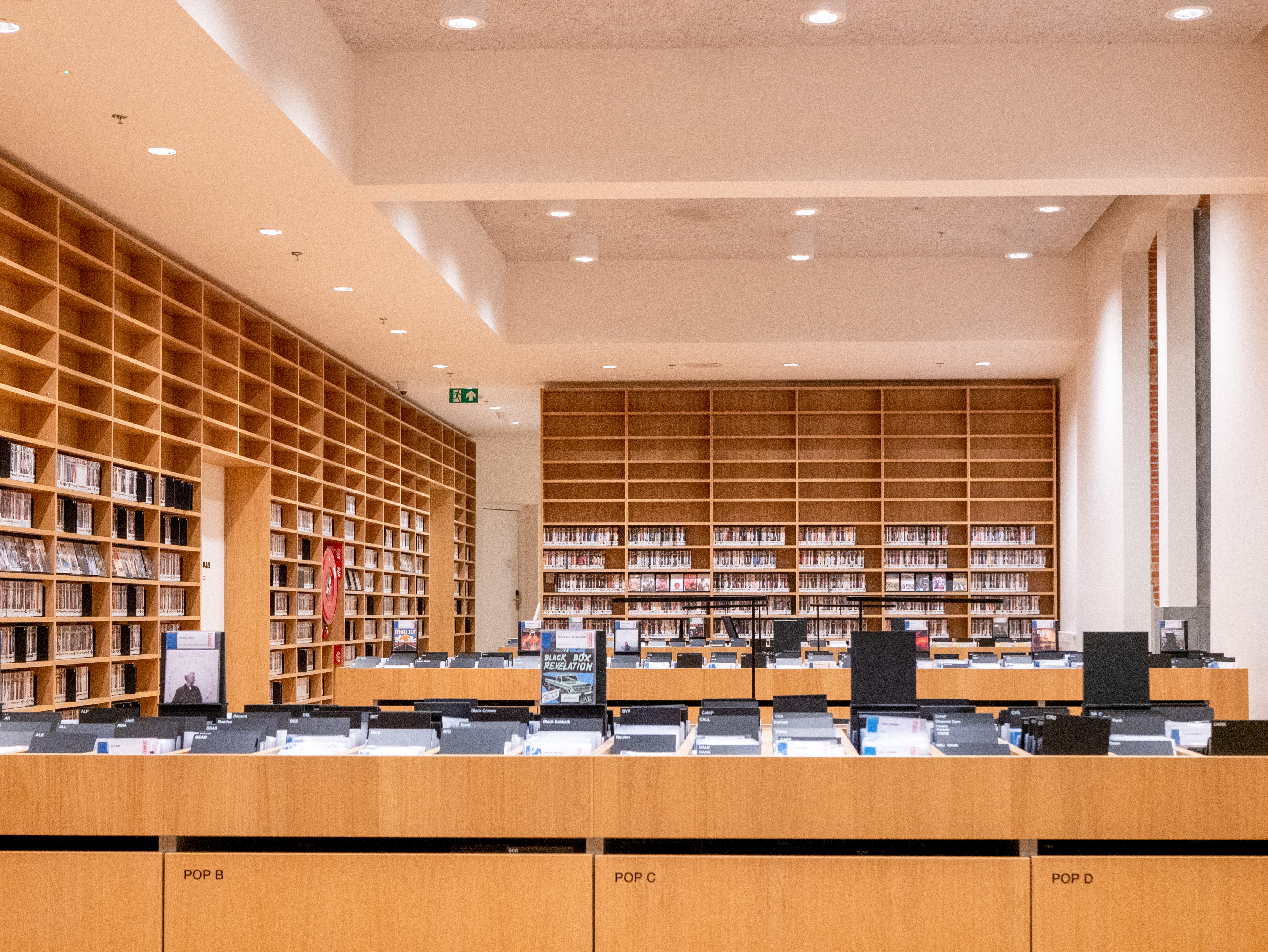

## Varia
- Utopia was de bibliotheek die begon met het aanbrengen van weesgedichten op hun ramen, veel Vlaamse bibliotheken namen hier een voorbeeld aan.[2]

## Prijzen
- Best Arts & Culture Building Project, ABB LEAF Awards van het Leading European Architects Forum.[3]
- Beste bibliotheek van Vlaanderen en Brussel 2019.[4]